# 七尾市警察
七尾市警察（ななおしけいさつ）は、かつて存在した石川県七尾市の自治体警察である。庁舎は七尾市三島町70の1・70の2合併に置かれた。

## 概要
旧警察法施行で、従来の石川県警察部が解体され、1948年（昭和23年）3月7日に七尾市警察署が設置された。
その後、1954年（昭和29年）に、旧警察法が全面改正される形で新警察法が公布された。これにより国家地方警察と自治体警察が廃止され、新たに都道府県警察として石川県警察本部が発足。七尾市警察も石川県警察に統合され、姿を消した。

## 組織

### 歴代署長[1]
1. 洞庭信夫警視　1948年（昭和23年）3月7日 - 1950年（昭和25年）4月6日
2. 野村与吉警視　1950年（昭和25年）4月6日 - 1954年（昭和29年）7月1日

## 警察署
- 七尾市警察署（現在の七尾警察署）
- ほかに4巡査派出所、4巡査駐在所が設置された。